# Risto Rappare
Risto Rappare (finska: Risto Räppääjä) är en finsk barnbokserie om en pojke med samma namn av Sinikka och Tiina Nopola. Risto Rappare är en trummande och rappande pojke som bor hos sin moster Rauha. Risto och Rauha hamnar på de märkligaste äventyren, trots att de försöker leva ett normalt och fridfullt liv. Idén till karaktären kom till när Nopolo fick frågan om att skriva manus till en tecknad serie för Yle TV2. De första 11 böckerna är illustrerade av Aino Havukainen och Sami Toivonen. De har även skrivit storyboarden till tv-serien tillsammans med Leena Jääskeläinen och Pekka Korhonen. Från och med boken Risto Räppäääja ja nukkavieru Nelli ansvarar Christel Rönns för illustrationerna.
Andra karaktärer från Risto Rappare-böckerna är bland annat herr Lindberg som bor på nedervåningen, tv-kockarna Pinja och Pontus Perhonen samt Nudel-Nella, egentligen Nelli Perhonen.

## Böcker
- Nu gäller det, Risto Rappare (Hetki lyö, Risto Räppääjä, 1997)
- Risto Rappare och den hemska korven (Risto Räppääjä ja kauhea makkara, 1998)
- Risto Rappare och Nudel-Nella (Risto Räppääjä ja Nuudelipää, 2000)
- Risto Rappare och Frysare-Fanny (Risto Räppääjä ja pakastaja-Elvi, 2001)
- Risto Räppääjä ja komea Kullervo (2002)
- Risto Räppääjä ja sitkeä finni (2003)
- Risto Räppääja ja Hilpuri Tilli (2004)
- Risto Räppääjä ja villi kone (2006)
- Risto Räppääjä ja viimeinen tötterö (2007)
- Risto Räppääjä ja kuuluisa Kamilla (2009)
- Risto Räppääjä saa isän (2011)
- Risto Räppääjä ja nukkavieru Nelli (2012)
- Risto Räppääjä ja kaksoisolento (2013)
- Risto Räppääjä ja Sevillan saituri (2014)
- Risto Räppääjä ja yöhaukka (2015)
- Risto Räppääjä ja pullistelija (2016)
- Risto Räppääjä ja väärä Vincent (2017)
- Risto Räppääjä ja juonikas Julia (2018)
- Risto Räppääjä ja ujo Elmeri (2019)

## TV-serie
År 2000 sände Yle en tecknad TV-serie med Risto Rappare som 2002 och 2004 visades i SVT:s program Björnes magasin.

## Filmer
- Risto Rappare (Risto Räppääjä, 2008)
- Risto Rappare och cykeltjuven (Risto Räppääjä ja polkupyörävaras, 2010)
- Risto Rappare och coola Venla (Risto Räppääjä ja viileä Venla, 2012)
- Risto Rappare och listiga Lennart (Risto Räppääjä ja liukas Lennart, 2014)
- Risto Rappare och den snåle från Sevilla (Risto Räppääjä ja Sevillan saituri, 2015)
- Risto Rappare och natthöken (Risto Räppääjä ja yöhaukka, 2016)
- Risto Rappare och spännisen (Risto Räppääjä ja pullistelija, 2019)
- Risto Rappare och en falsk Vincent (Risto Räppääjä ja väärä Vincent, 2020)
- Risto Räppääjä ja villi kone (2023)